# سيفيوي لوسيزي
سيفيوي لوسيزي (بالإنجليزية: Siphiwe Lusizi) (مواليد 5 أغسطس 1989) هو ملاكم جنوب أفريقي، مثّل بلاده في الألعاب الأولمبية الصيفية 2012.

## روابط خارجية
سيفيوي لوسيزي على موقع بوكس ريك (الإنجليزية) (registration required)
- سيفيوي لوسيزي على موقع أوليمبيديا (الإنجليزية)
- سيفيوي لوسيزي على موقع اتحاد ألعاب الكومنولث (مؤرشف) (الإنجليزية)
- سيفيوي لوسيزي على موقع اتحاد ألعاب الكومنولث (مؤرشف) (الإنجليزية)